# مهر ۱۳۸۸
مهر ۱۳۸۸، هفتمین ماه سال ۱۳۸۸ هجری خورشیدی است.
آغاز آن چهارشنبه، ۱ مهر ۱۳۸۸ برابر با ۲۳ سپتامبر ۲۰۰۹ میلادی است.

## رویدادها
- ۸ مهر -  ثبت جهانی نوروز به عنوان میراث غیر ملموس جهانی، توسط سازمان علمی و فرهنگی سازمان ملل متحد.[۱]
- ۱۰ مهر - شصت و هفتمین شهرآورد سرخابی